# Paso (fotografía)
En fotografía, un paso es una diferencia en la exposición de doble o mitad. Si nos referimos a un paso de diafragma será la diferencia de abrir o cerrar el diafragma de modo que entre el doble o la mitad de luz. Si el paso hace referencia a la obturación, será la diferencia de exponer el doble o la mitad de tiempo.

## Pasos y proporciones

### Las proporciones
La exposición es la iluminancia en el plano de la imagen expresada en lux y multiplicada por el tiempo, en segundos, que actúa esta luz.
Así, lo importante es la cantidad de exposición que recibe el material sensible. Si, por ejemplo, el traje de la novia es cuatro veces más blanco que el gris del chaleco del novio decimos que tiene una relación de luces 4:1. Lo importante es siempre la cantidad de luz que llegue a la película, de manera que siempre estarán en relación directa lo claro y oscuro que sean las cosas con lo claro y oscuro que sea su imagen dentro de la cámara. Por eso muchas veces se habla de relación de luces y de pasos de lo que hay en la escena, en vez de lo que habría que hablar que es de las relaciones que guardan las exposiciones producidas por ellas dentro de la cámara.
Podemos escribir relaciones de luces diciendo cuantas veces es mayor la exposición producida por una luz que la otra. Por ejemplo, una relación de 3:1 significa que un tono es tres veces más claro que el otro. O que un foco da 3 veces más luz que otro.
Estos números que aparecen en las relaciones, separados por dos puntos, son magnitudes físicas y no pueden ser cualquiera. Deben ser:
- Exposiciones (lux/segundo).
- Iluminancia (luz que llega a la película o a la escena. En lux).
- Luminancia (luz que refleja un objeto; en candelas por metro cuadrado, que también se llaman nits).
- Potencia (potencia de un foco, siempre que tengan los mismos reflectores y estén a la misma distancia. Se miden en vatios).
- Reflectancias (tanto por ciento de luz que refleja una superficie).

Si no es una de estas unidades, no pueden escribirse las relaciones. No tendrían sentido.

### El paso
Si la relación nos habla de cuantas veces es mayor la exposición producida por un tono que la de otro, el paso es una forma de hablar de lo mismo que tiene relación con los mandos de las máquinas.
Estos mandos (diafragma y obturador) se mueven a saltos de manera que entre cada salto dan el doble o la mitad de exposición. Por eso se llaman pasos.
Para saber cuantos pasos corresponden a una relación dada tenemos que sacar el logaritmo binario de la relación. Por el contrario, para saber en qué relación están una diferencia de exposición dada en pasos hay que elevar dos al número de pasos.
Por ejemplo:
Tenemos un gris con una reflectancia del 80 % (en realidad un blanco) y otro con una reflectancia del 43 % (un gris claro). La relación de luces es:
80:43 = 1,86:1
En pasos serían:
{\displaystyle pasos=3.322*log(1,86)} que son 0.9 pasos.

## Límites prácticos
Por regla general, consideramos que la diferencia mínima en pasos que nos puede importar es de un tercio. Las cámaras se calibran para que sus ajustes tenga un error menor de 1⁄3 de paso. Es decir. Que si ponemos un diafragma f:4 en realidad la cámara puede estar poniendo desde 1⁄6 de paso menos, a 1⁄6 de paso más.
Así mismo, la escala de sensibilidad fotográfica (ASA, el primer número de la ISO) se determina en tercios de paso. La escala es:
25, 32, 40,
50, 64, 80,
100, 125, 160,
200, 250, 320,
400, 500, 640,
800, 1000, 1200
Cada vez que se dobla el número es un paso. Pero la serie en sí está dividida en tercios. Por eso, la escala dada por el segundo número de la sensibilidad ISO (el número que indica la sensibilidad europea) va de uno en uno: 15, 16, 17, 18, 19, 20, 21. Cada 3 números es un paso, porque cada número es un tercio.

## Determinación simple de la relación entre pasos y proporciones con la sensibilidad ASA
(En realidad, ya hace muchos años que no se habla de ASA, sino de ISO, que se refiere tanto al valor ASA como al DIN. Por ejemplo, una película de ISO 100/21º, aunque en la práctica solamente se nombra el ISO a secas.)
Los números de la sensibilidad ASA pueden emplearse para saber cuantos pasos corresponden a una relación de luces, y viceversa, sin tener que calcular logaritmos. Es así:
Tomamos como base la sensibilidad de 100 ASA. Teniendo en cuenta la serie de sensibilidades, y que entre dos números consecutivos hay 1⁄3 de paso, sólo tenemos que considerar que uno de los valores es 100 y el otro el que corresponda dentro de la serie y a la misma distancia en pasos.
Por ejemplo, una relación de 3:1. ¿Que quiere decir que una luz es el triple de intensa que otra?
Consideramos que el número de referencia, el 1 de la fracción, son las 100 ASA. Por tanto, 3:1 si hacemos que 1 sea 100 es: 300:100. ¿Dónde cae el 300 en la serie de números ASA? Está entre 250 y 320, pero más cerca de este que de aquel. 320 ASA es 1 paso y dos tercios mayor que 100 ASA (lo dice en la serie, está 5 puestos más hacia arriba). Por tanto una relación de 3:1 es aproximadamente un paso y dos tercios.
Otro ejemplo:
Una relación 5:1.
Otra vez ponemos el 100 en el denominador y como en el numerador tenemos 5 veces más, cinco veces más que cien son quinientos, por tanto 5:1 es lo mismo que 500:100.
Ahora buscamos el 500 en la serie de sensibilidades ASA:
vamos de 100 a 200 (un paso), de 200 a 400 (dos pasos) y de 400 a 500 que es el siguiente, por tanto entre 500 y 400 hay un tercio. Más dos pasos que teníamos de 100 a 400, nos quedan dos pasos y un tercio.
5:1 son 2+1/3 pasos.